# Parc de Hyochang (métro de Séoul)
Cet article concerne la station de métro. Pour le parc historique, voir Parc de Hyochang.
Parc de Hyochang (hangeul : 효창공원앞 ; hanja : 孝昌公園앞 et officiellement en anglais : Hyochang Park) est une station de correspondance entre la ligne 6 et la ligne Gyeongui-Jungang du métro de Séoul. Elle est située dans l'arrondissement d'Yongsan-gu à Séoul en Corée du Sud. 

## Situation sur le réseau

Plan du réseau du métro de Séoul (2023)

Établie en surface, Susaek, est une station de correspondance entre la ligne 6 et la ligne Gyeongui-Jungang du métro de Séoul: 
sur la ligne 6, elle est située entre la station Gongdeok, en direction du terminus de la boucle ouest Eungam, et la station Samgakjig, en direction du terminus est Sinnae.
et, sur la ligne Gyeongui-Jungang, elle est située entre la station Gongdeok, en direction du terminus nord-ouest Munsan, et la station Yongsan, en direction du terminus est Jipyeong.